# Gobierno provisional de Defensa Nacional
El Gobierno provisional de Defensa Nacional griego fue una autoridad rebelde al Gobierno oficial de Atenas que dominó el norte de Grecia durante algunos meses de 1916 y 1917, durante la Primera Guerra Mundial, con el sostén de los Aliados. Creado con el fin de enfrentarse a Bulgaria, que había ocupado parte del territorio macedonio griego, se disolvió cuando en junio de 1917 los Aliados derrocaron a Constantino I de Grecia y su sucesor en el trono, su hijo Alejandro I, encargó formar un nuevo Gobierno a su presidente, Eleftherios Venizelos.

## Comité de Defensa Nacional
La decisión del rey de no defender Macedonia ante un posible ataque búlgaro y la retirada del grueso de las unidades militares de la región llevó a algunos oficiales y políticos a formar una asociación que tenía por meta defenderla. Las primeras conversaciones para fundar la organización tuvieron lugar a mediados de diciembre de 1915. La asociación formó el Comité de Defensa Nacional, dedicado fundamentalmente a reclutar adeptos para repeler cualquier intento búlgaro de penetrar en la zona. Aunque una minoría deseaba incluir en los objetivos de la organización el cambio político, Venizelos, que otorgó su respaldo al comité, se opuso a ello y encareció a sus miembros que se centrasen en la tarea de defensa de la región.

## Levantamiento en Salónica
Algunos militares del Comité de Defensa Nacional, con la venia del jefe del Ejército de Oriente Maurice Sarrail, se alzaron en rebelión contra el Gobierno ateniense el 29 de agosto de 1916. Los rebeldes trataron infructuosamente de ganarse el apoyo de la 11.ª División, acuartelada en Salónica. Únicamente la intervención de Sarrail, que desarmó a la división, permitió que sobreviviese el levantamiento, a punto de ser sofocado por los oficiales hostiles a los rebeldes. El Gobierno condenó a estos, a los que creía decididos a derrocar al rey. Venizelos, que creía que la acción era prematura y contraproducente —él pretendía que el país entrase en guerra contra los Imperios Centrales y no desencadenar una guerra civil o enfrentarse al monarca—, la censuró. El desarme de la división destinada en Salónica le privó además de aproximadamente la mitad de los oficiales que en la capital se habían mostrado dispuestos a respaldarlo en su proyecto de lucha contra los búlgaros y los Imperios Centrales en general.
La ocupación búlgara de Kavala y del este de Macedonia sin que el ejército lo impidiese y la dimisión de Aléxandros Zaimis, que se había mostrado dispuesto a entrar en guerra del lado aliado, hicieron que Venizelos cambiase de opinión y apoyase algunas semanas más tarde a los rebeldes.

## Gobierno rebelde

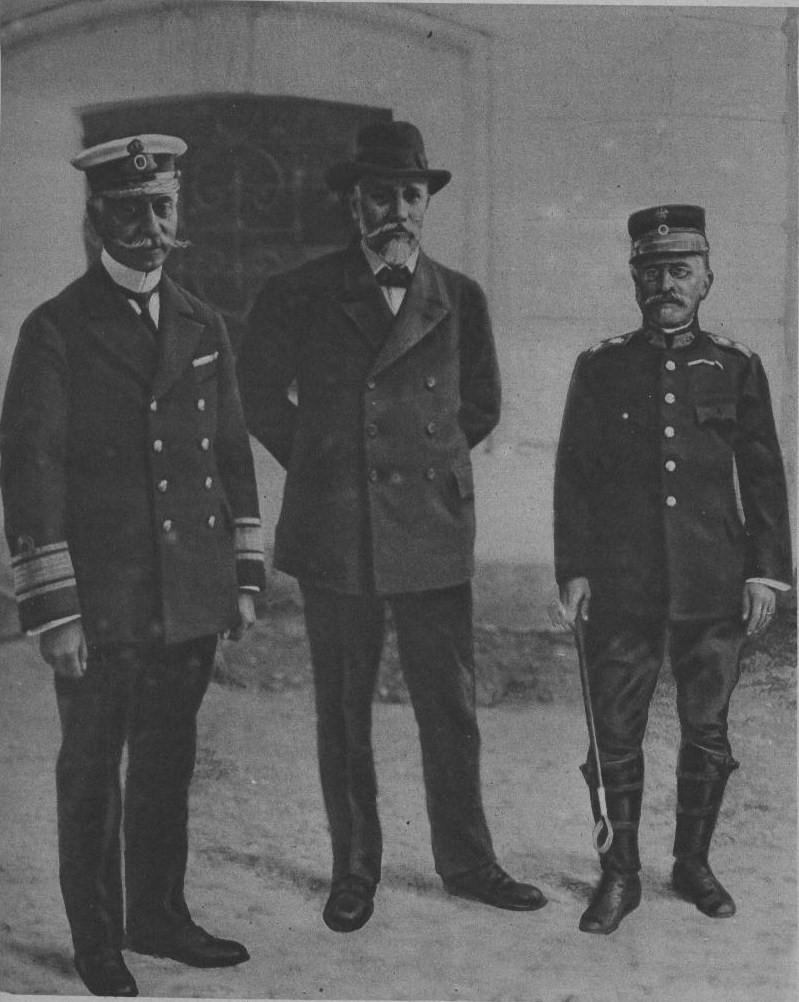
El triunvirato de Salónica: el almirante Kountouriótis, Venizelos y el general Danglís, el 12 de noviembre de 1916.

Tras intentar por última vez alcanzar un acuerdo con el rey, Venizelos solicitó el 13 de septiembre la colaboración del prestigioso almirante Pávlos Kountouriótis para formar un Gobierno provisional y un ejército para combatir a los búlgaros. El respaldo de Koundouriótis debía comportar el de parte de la Armada al nuevo Gobierno, rival del de Atenas. El también ilustre general Panagiótis Danglís, accedió asimismo a unirse al proyecto de Venizelos. Cuando las últimas negociaciones con palacio fracasaron, Venizelos, Koundouriótis y un centenar de partidarios abandonaron la capital el 26 de septiembre rumbo a Creta protegidos por los franceses. Esa misma noche, en Creta, se proclamó la formación del nuevo Consejo de Ministros. Danglís ingresó en él tres días más tarde. La meta del nuevo Gobierno era la lucha contra Bulgaria en consuno con los Aliados; el nuevo Gobierno se abstuvo de criticar al rey o a la dinastía reinante, para evitar perjudicar su causa tanto en Grecia como en el extranjero. El 9 de octubre, la sede del Gobierno se trasladó a Salónica.

El frente macedonio durante 1916. La ocupación búlgara de territorio macedonio griego en agosto precipitó la formación del Gobierno provisional de Salónica.

Aunque el Gobierno rebelde tomó pronto el control de gran parte de Macedonia y de las islas del mar Egeo, tuvo grandes dificultades para reclutar el ejército prometido para luchar contra los búlgaros, fundamentalmente por la falta del necesario apoyo de los Aliados, de los que dependía financieramente. Su aspecto radical ahuyentó además a numerosos posibles seguidores, interesados en combatir a los búlgaros, pero contrarios a deponer al rey o a implantar un sistema político diferente, como temían que pretendían los rebeldes. A finales de septiembre, los voluntarios apenas eran dos mil, por lo que el nuevo Gobierno optó por reclutar soldados y no limitarse únicamente a aceptar voluntarios. Con la llegada de Venizelos, la situación mejoró y a finales de octubre el Gobierno de Salónica contaba con unos veinte mil soldados y setecientos oficiales a sus órdenes. La falta de apoyo monetario y armamentístico de los Aliados impidió que el ejército creciese más.
A lo largo del invierno de 1916-1917 y de la primavera siguiente, la indispensable ayuda financiera aliada, requerida para sostener al Gobierno y alcanzar los deseados sesenta mil soldados, no llegó en cantidad suficiente. El reclutamiento de nuevas fuerzas se tuvo que retrasar repetidamente por falta de medios para mantenerlas. Las principales contribuciones, si bien exiguas, fueron las que aportó el general Sarrail de sus propios fondos del Ejército de Oriente. Pese a que Venizelos recibió por fin algunos préstamos en abril, el Gobierno provisional siguió falto de dinero hasta su disolución en junio de 1917.
Otro serio problema para Grecia en general y para el Gobierno provisional en particular fue la falta de alimentos, debida al bloqueo aliado, que causó hambre y enfermedades. Los Aliados, con escaso tonelaje por el acoso submarino del enemigo, fueron incapaces de garantizar el abastecimiento del territorio sometido a la autoridad de Salónica.
El Gobierno provisional desapareció en junio de 1917. El día 11 del mes, los Aliados habían exigido la abdicación del rey Constantino I de Grecia, que se avino a ello y partió al exilio el día 15. Tras fracasar los intentos de formar un Gobierno de coalición entre los partidarios del rey que aún permanecían en Atenas y los venizelistas, el primer ministro Aléxandros Zaimis dimitió el día 24 y el nuevo rey Alejandro I encargó a Venizelos que formase el nuevo gabinete. Así concluyó oficialmente la división del país entre las regiones fieles al Gobierno de Atenas y las que acataban la autoridad del de Salónica.